# Ranjit Singh

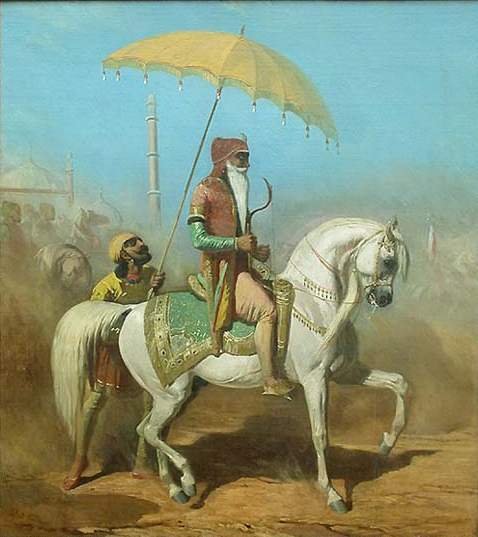
Ranjit Singh, sovrano del Punjab

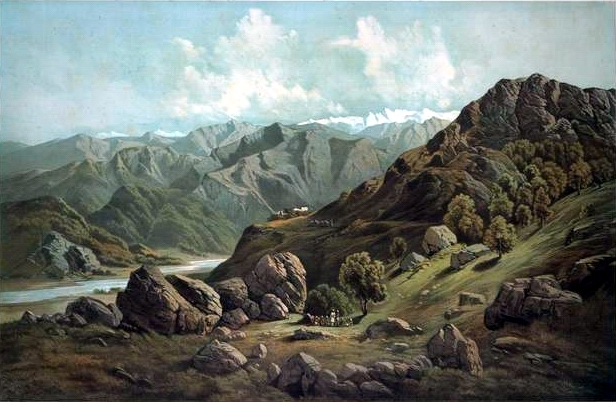
La valle del Sutlej, il fiume più lungo del Punjab

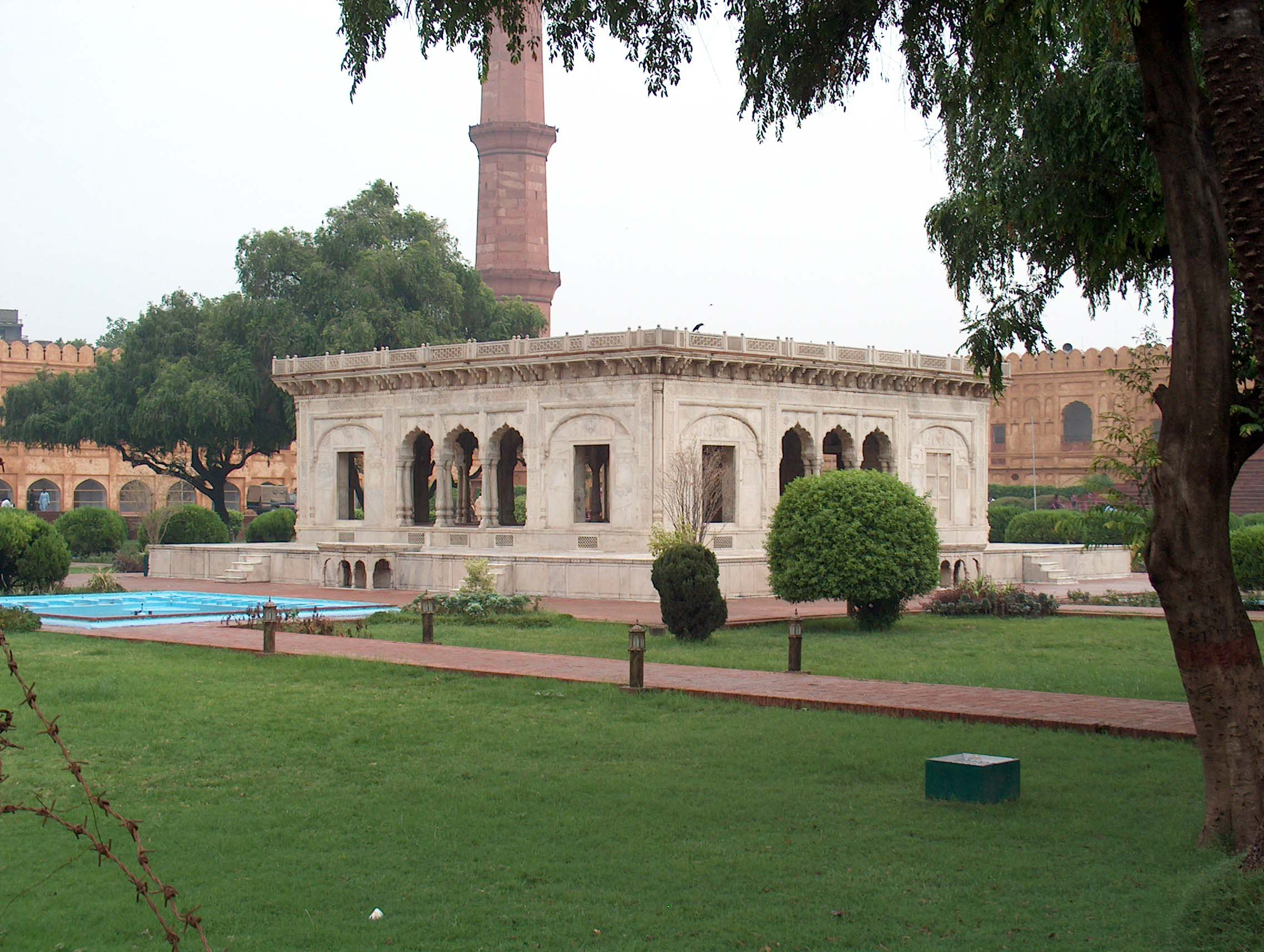
LHazuri Bagh Baradari, padiglione marmoreo realizzato a Lahore da Ranjit Singh

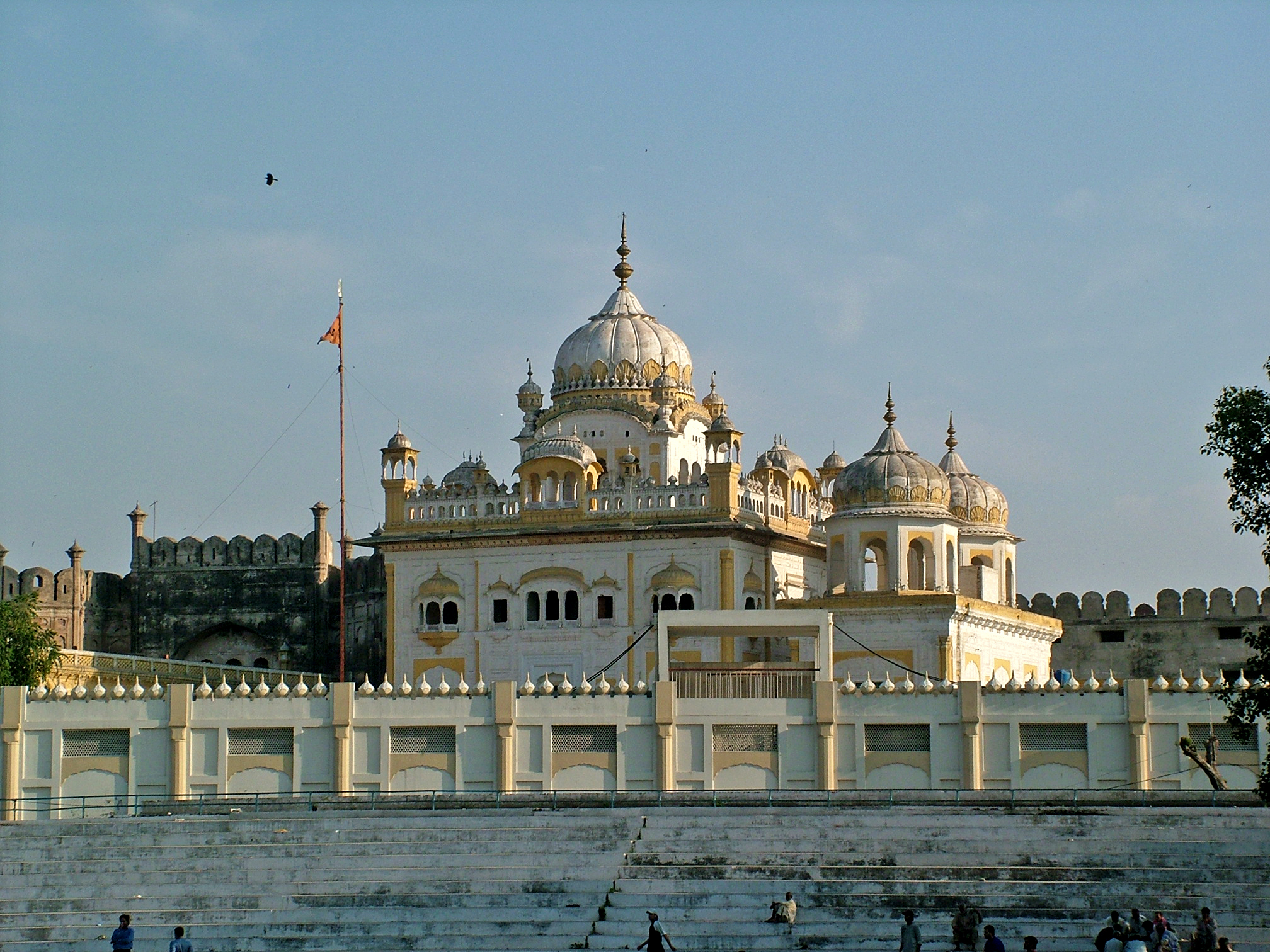
Il Samadhi, il mausoleo di Ranjit Singh a Lahore

Ranjit Singh (Gujranwala, 13 novembre 1780 – Lahore, 27 giugno 1839) è stato un sovrano pakistano, maharaja del Punjab.

## Biografia
Nacque a Gujranwala nel 1780. Di religione sikh, era figlio del Sardar Mahan Singh, signore della guerra nella regione di Gujranwala e capo della fazione Sukarchakia della federazione sikh, al quale succedette nel 1792, all'età di dodici anni.
Pur privo di istruzione, era dotato di grande acume. Divenne un capo carismatico della comunità sikh nonostante un aspetto fisico niente affatto imponente (era alto soltanto un metro e sessanta centimetri) e per giunta compromesso dal vaiolo (aveva anche perduto un occhio a causa di questa malattia).
Già nel 1799 conquistò Lahore, capoluogo sikh, di cui l'anno successivo ottenne la formale indipendenza dal sovrano afgano Zamān Shāh.
Ben presto riorganizzò l'esercito del Punjab in modo moderno, puntando più sulla fanteria che sulla cavalleria, valendosi dell'apporto di consiglieri militari francesi e italiani (i generali Jean-François Allard, Claude Auguste Court, Paolo Crescenzo Martino Avitabile e Giovanni Battista Ventura). Riorganizzò anche l'amministrazione dello Stato, formando un corpo amministrativo di prim'ordine, in cui assunsero un ruolo importante i fratelli Gulab Singh e Dhian Singh.
Nel 1802 riuscì ad annettere anche Amritsar, l'altro capoluogo sikh, che contribuì ad abbellire, per esempio rivestendo d'oro il tempio sikh più sacro, l'Harmandir Sahib, da allora conosciuto come "Tempio d'oro". Nel 1808 cercò di estendere i confini del territorio sotto il suo controllo anche a Sirhind e al Mālwa, a sud del fiume Sutlej, non riuscendovi a causa dell'opposizione britannica. Con i britannici peraltro si alleò poco dopo, formalizzando l'alleanza ad Amritsar il 15 aprile 1809, in seguito ai colloqui avuti con il loro inviato Charles Metcalfe, che, pure, scampò ad un attentato di fanatici sikh, detti akali. Nel 1818 conquistò Multān e l'anno successivo il Kashmir, che gli aveva resistito per molti anni. Nel 1820 sottopose al suo controllo l'intero Punjab cioè l'intera area tra l'Indo e il Sutlej, suo confine meridionale. Nel 1823 estese i suoi possedimenti nella valle di Peshawar, lasciandovi comunque un governatore afgano.
Con l'unificazione sotto il suo scettro dell'intero Punjab e la costituzione dell'impero sikh trovò piena giustificazione l'appellativo riservatogli di "Leone del Punjab" (Sher-e Punjab).
Nel 1831 ricevette dall'inviato britannico Alexander Burnes un particolarissimo regalo di re Guglielmo IV: si trattava di cinque magnifici cavalli per il tiro di una carrozza di gala dorata, doni che non potevano essere trasferiti via terra ma solo per via fluviale, lungo l'Indo, ciò che consentì a Burnes di adempiere all'incarico ufficioso della spedizione, cioè l'esplorazione dell'intera vallata fino a Lahore, verificando la navigabilità del fiume.
Nel 1833 diede asilo a Shujāʿ Shāh, il sovrano Durrani del ramo Sadozai detronizzato nel 1809, da cui ricevette il famoso diamante Koh-i Noor, originariamente appartenuto agli imperatori Moghul e successivamente pervenuto alla corona britannica.
Nel 1834 appoggiò il tentativo dello stesso Shujāʿ Shāh di riconquistare il potere in Afghanistan. Shujāʿ Shāh fu sconfitto dall'Emiro afgano Dost Mohammed Khan sotto le mura di Kandahar, fuggendo dal campo di battaglia con ignominia, ma Ranjit Singh riuscì a difendere la città di Peshawar. Dost Mohammed non riuscì a tornare in possesso di quest'ultima neppure successivamente, quando scatenò un'offensiva vicino Jamrud, pur uccidendo il comandante in capo sikh, Hari Singh Nalwa (1837).
Poco prima di morire, Ranjit Singh condivise il tentativo britannico di reinsediare sul trono di Kabul l'amico Shujāʿ Shāh e detronizzare lo storico avversario Dost Mohammed, definendo un patto segreto con Shujāʿ Shāh e il governo britannico (1838) ma prudentemente evitando di impegnare truppe del Punjab: l'iniziativa avrebbe portato alla tragedia della prima guerra anglo-afghana.
A seguito della sua morte, avvenuta per una paralisi a Lahore poco dopo (1839), l'impero sikh declinò rapidamente fino all'annessione da parte del Raj britannico, avvenuta una decina di anni dopo.

## Matrimoni
Nel 1789, Ranjit Singh sposò la sua prima moglie Mehtab Kaur, il muklawa avvenne nel 1796. Era l'unica figlia di Gurbaksh Singh Kanhaiya e di sua moglie Sada Kaur, e la nipote di Jai Singh Kanhaiya, il fondatore del Kanhaiya Misl. Questo matrimonio fu organizzato in anticipo nel tentativo di riconciliare i fuoriusciti Sikh in guerra, in cui Mehtab Kaur fu fidanzata con Ranjit Singh nel 1786. Tuttavia, il matrimonio fallì, con Mehtab Kaur che non perdonò mai il fatto che suo padre era stato ucciso in battaglia con Ranjit Singh. padre e lei viveva principalmente con la madre dopo il matrimonio. La separazione divenne completa quando Ranjit Singh sposò Datar Kaur del Nakai Misl nel 1797 e lei divenne la moglie più amata di Ranjit. Mehtab Kaur ebbe tre figli, Ishar Singh nato nel 1804 e i gemelli Sher Singh e Tara Singh nati nel 1807. Secondo lo storico Jean-Marie Lafont, era l'unica a portare il titolo di Maharani. Morì nel 1813, dopo aver sofferto di problemi di salute.
Il suo secondo matrimonio fu con Datar Kaur (nato Raj Kaur), la figlia più giovane e unica figlia di Ran Singh Nakai, il terzo sovrano del Nakai Misl e di sua moglie Karmo Kaur. Furono promessi in sposa durante l'infanzia dal fratello maggiore di Datar Kaur, Sardar Bhagwan Singh, che divenne per breve tempo il capo del Nakai Misl, e dal padre di Ranjit Singh, Maha Singh. Si sposarono nel 1797; questo matrimonio fu felice. Ranjit Singh ha sempre trattato Raj Kaur con amore e rispetto Poiché Raj Kaur era anche il nome della madre di Ranjit Singh, fu ribattezzata Datar Kaur. Nel 1801 diede alla luce il loro figlio ed erede, Kharak Singh. Datar Kaur diede a Ranjit Singh altri due figli, Rattan Singh e Fateh Singh. Come il suo primo matrimonio, anche il secondo matrimonio gli portò un'alleanza militare strategica. Era eccezionalmente intelligente e lo assisteva negli affari di Stato. Durante la spedizione a Multan nel 1818, le fu dato il comando insieme a suo figlio, Kharak Singh. Per tutta la vita rimase la preferita di Ranjit Singh e per nessun altro aveva un rispetto maggiore di Datar Kaur, che chiamava affettuosamente Mai Nakain. Anche se era la sua seconda moglie, divenne la sua moglie principale e principale consorte. Durante una battuta di caccia con Ranjit Singh, si ammalò e morì il 20 giugno 1838
Maharaja Ranjit Singh con alcune delle sue mogli.
Ratan Kaur e Daya Kaur erano mogli di Sahib Singh Bhangi di Gujrat (una deviazione a nord di Lahore, da non confondere con lo stato del Gujarat). Dopo la morte di Sahib Singh, Ranjit Singh li prese sotto la sua protezione nel 1811 sposandoli tramite il rito del chādar andāzī, in cui un lenzuolo di stoffa veniva spiegato su ciascuna delle loro teste. Lo stesso con Roop Kaur, Gulab Kaur, Saman Kaur e Lakshmi Kaur, si presero cura di Duleep Singh quando sua madre Jind Kaur fu esiliata. Ratan Kaur ebbe un figlio Multana Singh nel 1819 e Daya Kaur ebbe due figli Kashmira Singh e Pashaura Singh nel 1821.
Jind Kaur, l'ultima sposa di Ranjit Singh. Suo padre, Manna Singh Aulakh, esaltò le sue virtù a Ranjit Singh, che era preoccupato per la fragile salute del suo unico erede Kharak Singh. Il Maharaja la sposò nel 1835 "inviando la sua freccia e la sua spada al suo villaggio". Il 6 settembre 1838 diede alla luce Duleep Singh, che divenne l'ultimo Maharaja dell'Impero Sikh.
Le sue altre mogli includevano Mehtab Devi di Kangara chiamata anche Guddan o Katochan e Raj Banso, figlie di Raja Sansar Chand di Kangra.
Era anche sposato con Rani Har Devi di Atalgarh, Rani Aso Sircar e Rani Jag Deo. Secondo i diari che Duleep Singh tenne verso la fine della sua vita, queste donne regalarono al Maharaja quattro figlie. La dottoressa Priya Atwal nota che le figlie potrebbero essere adottate. Ranjit Singh era anche sposato con Jind Bani o Jind Kulan, figlia di Muhammad Pathan di Mankera e Gul Bano, figlia di Malik Akhtar di Amritsar.
Ranjit Singh si sposò molte volte, in varie cerimonie, e ebbe venti mogli. Sir Lepel Griffin, tuttavia, fornisce un elenco di sole sedici mogli e la loro lista delle pensioni. La maggior parte dei suoi matrimoni furono celebrati tramite chādar andāz.Alcuni studiosi notano che le informazioni sui matrimoni di Ranjit Singh non sono chiare e ci sono prove che avesse molte concubine. La dottoressa Priya Atwal presenta un elenco ufficiale delle trenta mogli di Ranjit Singh.Le donne sposate tramite chādar andāzī erano note come concubine ed erano conosciute come il titolo minore di Rani (regina).Mentre Mehtab Kaur e Datar Kaur portavano ufficialmente il titolo di Maharani (alta regina), Datar Kaur divenne ufficialmente Maharani dopo la morte di Mehtab Kaur nel 1813. Per tutta la sua vita fu chiamata Sarkar Rani. Dopo la sua morte, il titolo passò alla vedova più giovane di Ranjit, Jind Kaur. Secondo Khushwant Singh in un'intervista del 1889 con il giornale francese Le Voltaire, suo figlio Dalip (Duleep) Singh osservò: "Sono il figlio di una delle quarantasei mogli di mio padre".